# Liste der Kulturdenkmale in Paudritzsch
In der Liste der Kulturdenkmale in Paudritzsch sind die Kulturdenkmale des Leisniger Ortsteils Paudritzsch verzeichnet, die bis Mai 2023 vom Landesamt für Denkmalpflege Sachsen erfasst wurden (ohne archäologische Kulturdenkmale). Die Anmerkungen sind zu beachten.
Diese Aufzählung ist eine Teilmenge der Liste der Kulturdenkmale in Leisnig.

## Paudritzsch
| Bild                                    | Bezeichnung | Lage                  | Datierung | Beschreibung | ID       |
| --------------------------------------- | --- | --------------------- | --- | --- | -------- |
| Weitere Bilder                          | Herrenhaus des ehemaligen Vorwerks | Paudritzsch 1 (Karte) | 1899/1900 unter Einbeziehung eines Vorgängerbaus                                                                           | Letztes baulich erhaltenes Zeugnis des Vorwerks Paudritzsch von ortsgeschichtlicher Bedeutung. Hohes Sockelgeschoss, original: Haustür, Windfangtür, Fenster, Treppenhaus, Innentüren, Treppenhausfenster, einfache Fenstergitter. 1899/1900 unter Einbeziehung von Mauerwerk des Vorgängerbaus neu erbaut, 1552 und auch noch 1930 als Vorwerk urkundlich belegt, vermutlich schon im 13. Jahrhundert vorhanden, Reste der Einfriedung, u. a. Torpfeiler mit Wappenstein aus Rochlitzer Porphyrtuff, Stall mit ziegelgedecktem Satteldach, Bruchsteinmauerwerk verputzt, im Giebel Rochlitzer Porphyrtuff-Gewände, Gebäude teilweise eingestürzt, Einfriedungsrest ohne denkmalpflegerische Belange. | 08967608 |
|                                         | Häusleranwesen | Paudritzsch 2 (Karte) | Um 1820 | Gegenüber dem Vorwerk stehender kleiner Fachwerkbau in ortsbildprägender Lage, regionalgeschichtlich von Bedeutung. Zwei Geschosse, Obergeschoss Sichtfachwerk, Erdgeschoss Bruchsteinmauerwerk, Traufseite original. | 08967611 |
|                                         | Häusleranwesen | Paudritzsch 3 (Karte) | Um 1840 | Mit Sichtfachwerk im Obergeschoss, zeittypischer Fachwerkbau am Ortseingang, regionalgeschichtlich von Bedeutung. Zwei Geschosse, Erdgeschoss massiv, vermutlich ehemals Forsthaus wegen Lage am Waldrand zu vermuten, oder Gasthof/Schmiede, zweiriegliges Fachwerk, vermutlich aus 1. Hälfte des 19. Jahrhunderts. Es ist zu vermuten, dass es sich bei dem Gebäude um ein Häusleranwesen handelte, welches eventuell auch einen Bezug zum ehemaligen Vorwerk hatte. | 08967610 |
| Direkt Bild zu diesem Denkmal hochladen | Park Paudritzsch (Sachgesamtheit) | Paudritzsch 4 (Karte) | Vermutlich 1924–1926 | Sachgesamtheit Walderholungsheim Paudritzsch: Park (Gartendenkmal) des ehemaligen Walderholungsheimes mit offenen Lauben, Pavillon, Kunststeinbrunnen, Plastik, Soldatengrab Sellheim und Brücke (siehe 08967593) sowie Teich (Sachgesamtheitsteil); gut erhaltene Partien des ehemaligen Parks von großer regionalgeschichtlicher und gartenhistorischer Bedeutung. 1905–1906 entstand das Walderholungsheim Paudritzsch – Leisnig/Sa. Auf einer Fläche von 60.000 m² errichtete eine Leisniger Baufirma das aus Baracken, Tennisplatz, Kegelbahn und offenen Schlafhütten bestehende Walderholungsheim. 1908 wurde die Anlage erweitert. In einer Werbebroschüre vermutlich aus der Entstehungszeit der Anlage wird mit der Natürlichkeit der Landschaft und ihrer heilenden Wirkung geworben. Dabei werden speziell die „drückende Last“ und die „dumpfen Häuser in stickender Luft“, „Unfrieden“ sowie „hassende und hastende Menschen“ als Ursache für Krankheiten benannt, welche im Walderholungsheim geheilt werden sollten. Die Fläche des Walderholungsheimes sei „... eingeteilt in: - einen Vergnügungspark für alle gemeinsamen Spiele, wie Tennis, Croquett, Ballspiel etc. - einen allgemeinen Familienpark, bestehend aus einer großen Anzahl Lichtlufthäuschen mit gemeinsamen Familienwohnungen, sowie Verwaltungs- und Speisehäusern, ferner dem Gesellschaftshaus etc., anschließend einen gemeinsamen Waldpark - den Herren-Badepark mit einer Anzahl Schlafhütten, Bädern, Turnplatz, Kegelbahn, sowie Licht-, Luft-, Erd- und Wasserbade-Terrain, teilweise auf weichem Rasen oder auch in ausgedehnten Waldungen gelegen, letztere mit schattigen Promenadenwegen und herrlichen Fernsichten - den Damenbadepark, genau in der Beschaffenheit wie der Herrenpark und ebensolchen Fernsichten auf Wälder, Berge und das herrliche Muldental - den Knaben-Wohn- und Badepark mit dergleichen Einrichtungen und Waldungen - den Mädchen-Wohn- und Badepark in ebensolcher Beschaffenheit. In den letzten beiden Parks fallen die Kegelspiele weg, die durch geeignete Spieleinrichtungen für die lieben Kleinen ersetzt sind - den Einfamilienpark für solche, die wegen besonderer Umstände für sich wohnen, mit den Kindern schlafen und sie unter eigener Aufsicht baden wollen (die Eltern können dabei in einem geschlossenen Parke das Licht-, Luft- und Sonnenbad nehmen) - den Wirtschaftshof mit Gebäuden und Trockenplatz und endlich - das Wasserwerk mit Hochbehälter etc.“ Im Zentrum des Parks befand sich das „Gesellschaftszimmer“, welches als Kommunikationsort für die Kurgäste dienen sollte. Hierfür standen Musikinstrumente, Billard, Tisch- und Gesellschaftsspiele zur Verfügung. Bei diesem Gesellschaftszimmer dürfte es sich um den heute noch vorhandenen achteckigen Pavillon in der Mitte des Parks handeln, der damit vermutlich auf die Entstehungszeit der Anlage zurückzuführen ist. Als Bauzeit dürfte 1906–1908 angenommen werden. Der Pavillon war schon damals von Promenadenwegen mit malerischen Pflanzgruppen umgeben. Im Park lagen die Schlafhütten und Baracken, von denen ebenfalls noch zwei Häuser erhalten blieben. 1924–1926 wird das heute ebenfalls noch existierende Gebäude des Genesungsheimes errichtet, welches jedoch auf Grund verschiedener baulicher Veränderungen nicht denkmalwürdig ist. In diese Zeit dürfte auch die Überformung der Parkanlage zu datieren sein sowie deren Ausschmückung mit Plastiken und Brunnen. Während des Zweiten Weltkrieges diente das Paudritzscher Kurhaus als Lazarett. Aus dieser Periode stammt das im Park befindliche Soldatengrab für Horst Sellheim, welcher vermutlich 1945 im Lazarett verstarb. Etwa 1955 wurde die Einrichtung zur Tbc-Heilstätte vor allem für junge Mädchen. Später wurden Hepatitispatienten und Lungenkranke mit Freilufttherapien in Liegehallen auskuriert. Seit den 1970er Jahren gehörte die Heilstätte zum Leisniger Krankenhaus. Es entstand in der Einrichtung eine Infektionsabteilung sowie eine Abteilung für chronisch Kranke. Seit 1993 wird das ehemalige Genesungsheim als Pflegeheim genutzt. Dabei erfolgten am Gebäude Umbaumaßnahmen. Der Park mit seinen liebevollen Details und idyllischen Ruheplätzen wird bis heute sorgfältig gepflegt, dabei blieben auch Elemente der Entstehungszeit erhalten. So ist die Geschichte der Gesundheitseinrichtung bis heute erlebbar. Das ehemalige Walderholungsheim ist eine für seine Entstehungszeit typische Gesundheitsfürsorgeeinrichtung, die den zunehmend ungesunden Wohn- und Arbeitsbedingungen in den durch die Industrialisierung stark belasteten Städten Sachsens ein Gegengewicht geben sollte. Auf diese Weise wird die Anlage zum wichtigen Zeugnis der Sozialgeschichte. Weiterhin dokumentiert die Anlage gleichzeitig die Geschichte der Kurgärten in Sachsen. Der Denkmalwert leitet sich damit aus der regional-, sozial- und gartengeschichtlichen Bedeutung der Anlage ab. | 09303746 |
| Direkt Bild zu diesem Denkmal hochladen | Zwei offene Lauben, Pavillon, Kunststeinbrunnen, Plastik Liegender Junge und Junge mit Delphin, Brücke am Teich sowie Soldatengrab Sellheim, Horst (Einzeldenkmale der Sachgesamtheit 09303746) | Paudritzsch 4 (Karte) | 1905–1908 (Gartenlaube); 1905/06 (Gartenpavillon); um 1925 (Brunnen); 1924/26 (Gartenskulptur); 1945 (Grab Horst Sellheim) | Einzeldenkmale des Parks Paudritzsch; ehemaliges Walderholungsheim mit Licht-, Luft-, Sonnen-, Erd- und Wasserbädern, Sport-, Terrain- und diätischen Kuren, später Genesungsheim, heute Pflegeheim mit großzügiger Parkanlage, bedeutendes Zeugnis der Gesundheitsfürsorge und des Kurwesens im beginnenden 20. Jahrhundert sowie garten- und regionalgeschichtlich von Bedeutung. - Zwei offene Lauben (Baracken): Holzbauten, um 1906–1908, in Denkmalkarte als Liegehallen bezeichnet, Lage unterhalb des 1924 erbauten Genesungsheimes bzw. neben dem Schwimmbad - Rundpavillon aus Holz: zentraler Pavillon des ehemaligen Familienparkes, 1905/06 erbaut, später eventuell umgebaut, südlich des ehemaligen Genesungsheimes, rechts des Zufahrtsweges gelegen - Kunststeinbrunnen mit Schale: vermutlich um 1925, Standort südlich des achteckigen Pavillons - westlich des Teiches Plastik: einen liegenden Knaben mit Badetuch darstellend, vermutlich um 1925, Denkmalkartierung-Nummer 1 - Betonbrücke mit Astwerkgeländer (Beton): vermutlich um 1905/06 bzw. um 1925, Denkmalkartierung-Nummer 2 Teich mit Plastik und Brücke - Plastik: Kind mit Delphin in den Armen, unterlebensgroß, vermutlich um 1925 oder auch um 1906, Denkmalkartierung-Nummer 3 - Soldatengrab Horst Sellheim (* 28. Juli 1921 † 16. April 1945), 23. Pionier-Division, 8. Kompanie | 08967593 |

## Tabellenlegende
- Bild: Bild des Kulturdenkmals, ggf. zusätzlich mit einem Link zu weiteren Fotos des Kulturdenkmals im Medienarchiv Wikimedia Commons. Wenn man auf das Kamerasymbol klickt, können Fotos zu Kulturdenkmalen aus dieser Liste hochgeladen werden:
- Bezeichnung: Denkmalgeschützte Objekte und ggf. Bauwerksname des Kulturdenkmals
- Lage: Straßenname und Hausnummer oder Flurstücknummer des Kulturdenkmals. Die Grundsortierung der Liste erfolgt nach dieser Adresse. Der Link (Karte) führt zu verschiedenen Kartendiensten mit der Position des Kulturdenkmals. Fehlt dieser Link, wurden die Koordinaten noch nicht eingetragen. Sind diese bekannt, können sie über ein Tool mit einer Kartenansicht einfach nachgetragen werden. In dieser Kartenansicht sind Kulturdenkmale ohne Koordinaten mit einem roten bzw. orangen Marker dargestellt und können durch Verschieben auf die richtige Position in der Karte mit Koordinaten versehen werden. Kulturdenkmale ohne Bild sind an einem blauen bzw. roten Marker erkennbar.
- Datierung: Baubeginn, Fertigstellung, Datum der Erstnennung oder grobe zeitliche Einordnung entsprechend des Eintrags in der sächsischen Denkmaldatenbank
- Beschreibung: Kurzcharakteristik des Kulturdenkmals entsprechend des Eintrags in der sächsischen Denkmaldatenbank, ggf. ergänzt durch die dort nur selten veröffentlichten Erfassungstexte oder zusätzliche Informationen
- ID: Vom Landesamt für Denkmalpflege Sachsen vergebene, das Kulturdenkmal eindeutig identifizierende Objekt-Nummer. Der Link führt zum PDF-Denkmaldokument des Landesamtes für Denkmalpflege Sachsen. Bei ehemaligen Kulturdenkmalen können die Objektnummern unbekannt sein und deshalb fehlen bzw. die Links von aus der Datenbank entfernten Objektnummern ins Leere führen. Ein ggf. vorhandenes Icon  führt zu den Angaben des Kulturdenkmals bei Wikidata.